# Пневи (гміна, Шамотульський повіт)
Гміна Пневи (пол. Gmina Pniewy) — місько-сільська гміна у північно-західній Польщі. Належить до Шамотульського повіту Великопольського воєводства.
Станом на 31 грудня 2011 у гміні проживало 12463 особи.

## Територія
Згідно з даними за 2007 рік площа гміни становила 158.57 км², у тому числі:
- орні землі: 74.00%
- ліси: 16.00%

Таким чином, площа гміни становить 14.16% площі повіту.

## Населення
Станом на 31 грудня 2011:
| Опис     | Загалом | Загалом | Чоловіки | Чоловіки | Жінки | Жінки |
| -------- | ------- | ------- | -------- | -------- | ----- | ----- |
| одиниця  | осіб    | %       | осіб     | %        | осіб  | %     |
| все      | 12463   | 100     | 6050     | 48.54    | 6413  | 51.46 |
| міське   | 7941    | 100     | 3782     | 47.63    | 4159  | 52.37 |
| сільське | 4522    | 100     | 2268     | 50.15    | 2254  | 49.85 |

## Сусідні гміни
Гміна Пневи межує з такими гмінами: Вронкі, Душники, Квільч, Львувек, Остроруґ, Хжипсько-Вельке, Шамотули.